# Flaga Kraju Chabarowskiego

Kraj Chabarowski

Flaga Kraju Chabarowskiego (NHR:149) – flaga o proporcjach 2:3, przyjęta 14 lipca 1994 r. Flaga jest prostokątem podzielonym na dwa równe poziome pasy: biały i jasnoniebieski, z dodanym od strony drzewca ciemnozielonym trójkątem sięgającym do 1/3 długości flagi (wierzchołek pod kątem 90°).